# کیت توسعه سطح داده
کیت توسعه سطح داده (انگلیسی: Data Plane Development Kit) یا دی.پی.دی.کی (DPDK) یک پروژه نرم‌افزاری متن باز تحت مدیریت بنیاد لینوکس می‌باشد. دی.پی.دی.کی با فراهم کردن مجموعه ای از کتابخانه‌ها  و درایورهای با قابلیت سرکشی مداوم، عملیات پردازش بسته TCP را به جای اجرا بر روی هسته سیستم عامل، به فرآیندهای در حال اجرا در فضای کاربر واگذار می‌کند. این عملیات واگذاری، باعث بهبود کارایی  و افزایش پهنای باند شبکه حواهد شد.منابع
1. ↑  "DPDK". core.dpdk.org.

- مشارکت‌کنندگان ویکی‌پدیا. «Data Plane Development Kit». در دانشنامهٔ ویکی‌پدیای انگلیسی، بازبینی‌شده در ۳۰ نوامبر ۲۰۲۴.